# Xyrosaris lirinopa
Xyrosaris lirinopa is een vlinder uit de familie van de stippelmotten (Yponomeutidae). De wetenschappelijke naam van de soort werd in 1922 gepubliceerd door Edward Meyrick.